# 亨利·威克翰
亨利·亞歷山德·威克翰爵士（Henry Alexander Wickham，1846年5月29日—1928年9月27日）是一名英國探險家。他向公眾宣稱自己在1876年從巴西聖塔倫地區盜取了七萬顆三葉橡膠樹種子。然而事實上，當時並沒有法規阻止橡膠樹種子出口，因此後世認為威克翰可能誇大了他的冒險故事讓它聽起來更刺激。這些種子隨威克翰來到倫敦邱園，不過氣候關係發芽率不佳，於是這些種子又被輾轉運到錫蘭（斯里蘭卡）、馬來亞（馬來西亞半島）、非洲、巴達維亞（雅加達）等熱帶地方，間接終結了亚马逊橡胶热潮。
亨利·威克翰生於北倫敦漢普斯特德。威克翰的父親是一名司法官，在威克翰四歲時便死於倫敦霍亂大流行。威克翰在學校裡展現了一些素描繪畫的才華，這些技能對他後來得冒險生涯很有幫助。1866年威克翰遊歷尼加拉瓜，二十歲時便完成第一次的拉丁美洲旅行。 回到英格蘭後，他和出版商W.H.J. Carter的女兒維奧拉·卡特（Violet Carter）結婚。1872年他透過他的岳父出版了他的第一本書《千里達至巴西帕拉的荒野旅程略記，取道奧利諾科大瀑布、阿塔巴波河與黑河》（Rough Notes of a Journey Through The Wilderness from Trinidad to Pará, Brazil, by way of the Great Cateracts of the Orinoco, Atabapo, and Rio Negro）。 之後，他舉家遷往巴西聖塔倫，但至1876年，他的母親、弟媳哈莉葉（Harriette）、親家母三人就死於水土不服。
亞洲的橡膠生產要比巴西的來得有效率，產能也較優越。這是因為亞洲有經過周詳規劃的種植園，而且收集樹乳的方法更簡化所以更適於商業生產。亞馬遜的割膠者得要到雨林裡找野生橡膠樹叢才能開始工作，雨林裡生物多樣性高，植物產膠量總是很低，於是還要經過麻煩的萃取處理才能生產橡膠。南美洲的橡膠種植者倒也不是沒想過規劃密集的種植園，但是受到黃葉病等等病蟲害的侵擾最終以失敗收場。
儘管經過多年的研究、擇種改良，世界上的商用橡膠樹多是威克翰當初帶給約瑟夫·道爾頓·胡克的種子的後代。
在巴西，威克翰是臭名昭著的生態海盜（bio-pirate），他偷走種子的行為破壞了巴西對橡膠的壟斷。雖說1876年巴西沒有任何一條法律阻止威克翰收集種子，不過他可能涉及偽稱這些種子是標本用的植物屍體才在貝倫取得出口證明。

## 外部連結
- Henry Wickham biography - at International Rubber Research & Development Board